# Viminol
Viminol (Dividol®) é um fármaco utilizado para analgesia de ação no sistema nervoso central. Sua estrutura química é incomum e portanto não é classificado como opióide ou anti-inflamatório não esteroide  (AINE).
O medicamento também tem efeito antitussígeno (suprime a tosse), além de analgésico (reduz a dor). Viminol não é um narcótico, porém, sua ação é superior aos fármacos pirazolônicos e salicílicos e tem grau de semelhança com os analgésicos hipnóticos clássicos. Este medicamento rarissimamente gera vício, nem dependência física, todavia, pode potencializar a ação de barbitúricos ou outros depressores do sistema nervoso central.

## Mecanismo de ação
A ação do viminol consiste na ação no corno posterior da medula - aonde se localiza o trato espino-talâmico que é responsável pela transmissão do estímulo doloroso da terminação nervosa periférica até o cérebro.

## Doses usuais
A dose comum administrada na clínica médica do fármaco é de 70 a 140 mg a cada oito a seis horas.

## Reações adversas
São razoavelmente infrequentes e via de regra, leves.
- Náusea
- Sedação
- Astenia
- Sensação de plenitude
- Transtornos de digestão

## Precauções
Os médicos observam pacientes com histórico de problemas pulmonares e de sistema respiratório. Portanto, o medicamento é administrado com cuidado em pessoas com asma brônquica, bronquite obstrutiva e enfisema pulmonar.